# Rhopalognatha anterosticta
Rhopalognatha anterosticta là một loài bướm đêm trong họ Noctuidae.